# Колосар
Колоса́р (рос. Колосарь) — село в Кіровському районі Ленінградської області, Росія.